# États unis d'Afrique

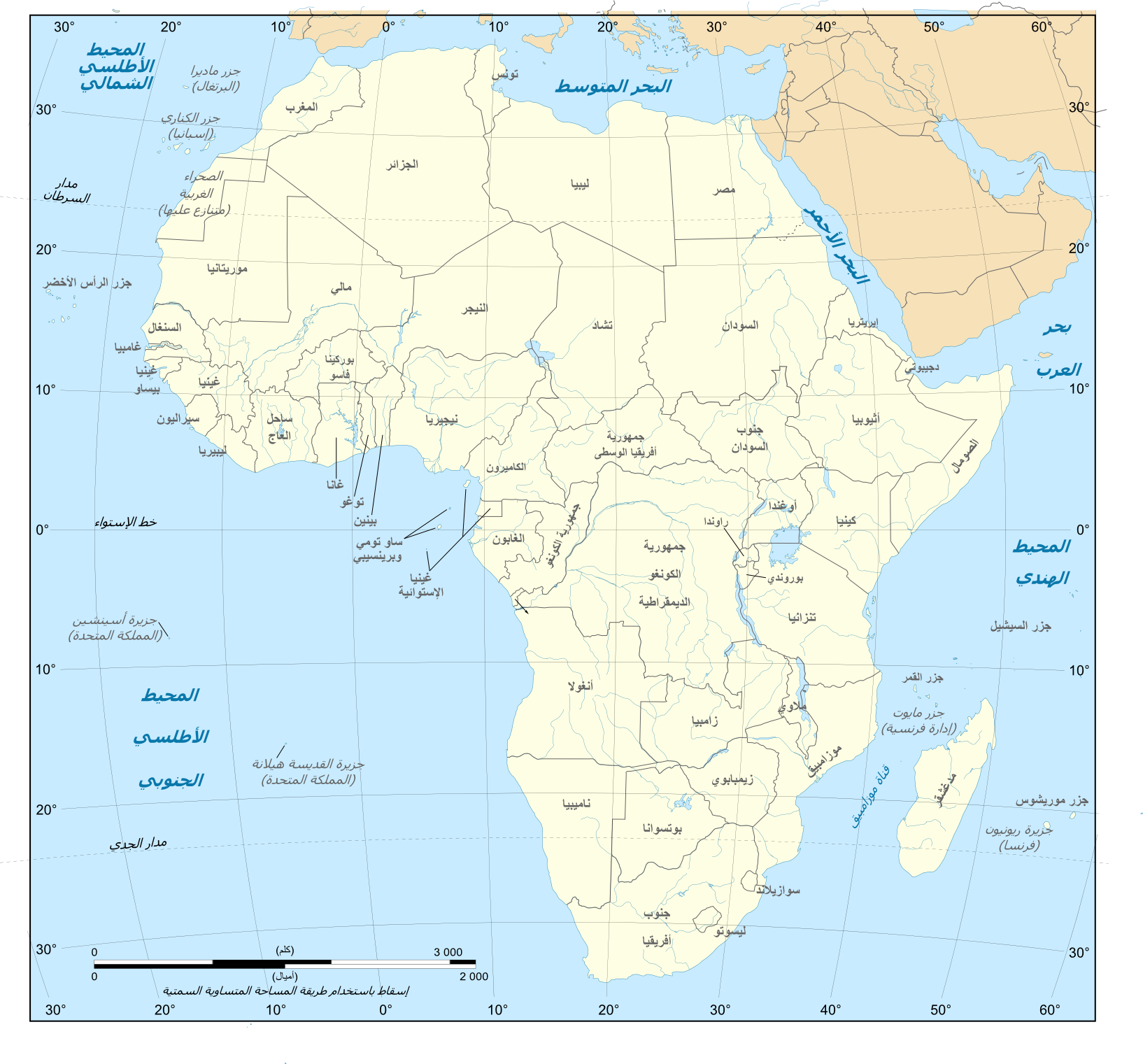
Carte d'Afrique

L'idée des États-Unis d’Afrique est proposée dès 1924 par l'écrivain jamaïcain Marcus Garvey, qui rêvait d'une Afrique forte, solidaire et prospère. 
Cette vision est à l'origine de la fondation des mouvements panafricanistes de 1945. L'utilisation du terme d'« États unis d'Afrique » au 5e Congrès panafricain de la même année à Manchester par W.E.B. Du Bois, Barthélemy Boganda, Patrice Lumumba, George Padmore, Jomo Kenyatta, Modibo Keïta, Kwame Nkrumah, et Ahmed Sékou Touré marque une étape décisive vers sa fondation. Dès lors, ce nom désigne la création d'un éventuel État fédéral africain. C'est dans cette optique qu'est née l’Organisation de l'unité africaine (OUA) le 25 mai 1963, renommée depuis Union africaine (UA). En 1968, Mobutu Sese Seko tente de lancer une union économique et politique du nom d’États-Unis d’Afrique centrale, mais n'aboutit qu'à créer l'Union des États d'Afrique centrale, qui ne compte que trois pays et disparaît en 1981. Le projet de la fondation des États-Unis d'Afrique est relancé en 2000 à Lomé (Togo) par Mouammar Kadhafi, alors dirigeant de la Libye. Sa finalisation est prévue en 2015, selon l'issue du sommet de juillet 2007.
Lorsqu'il prit la présidence tournante de l'Union africaine (UA) début 2009, le colonel Kadhafi présenta à nouveau le projet d'États-Unis d'Afrique aux pays africains. Il envisageait une force militaire africaine conjointe, une monnaie africaine unique, et un passeport africain permettant la libre circulation en Afrique des ressortissants de tout pays africain. Selon la BBC, l'idée fut reçue avec réticence par la plupart des dirigeants africains, qui convinrent d'en rediscuter en mai 2009.

## Voir également
- Organisation de l'unité africaine
- Union africaine
- Communauté économique des États de l'Afrique de l'Ouest
- Communauté économique des États de l'Afrique centrale
- Union des États d'Afrique centrale
- Liste de projets de fusion d'États